# Vocală semianterioară
În fonetică, o vocală semianterioară este o vocală care se articulează cu limba avansată parțial, într-o poziție intermediară între o vocală anterioară și una centrală. În limba română nu există vocale semianterioare.
Alfabetul Fonetic Internațional definește două astfel de vocale:
- [ɪ]: vocală cvasiînchisă semianterioară nerotunjită,
- [ʏ]: vocală cvasiînchisă semianterioară rotunjită.

Limba islandeză folosește ambele variante, de exemplu în cuvântul vinur [vɪnʏr] (prieten).
| Vocale Vezi și AFI, consoane. | Vocale Vezi și AFI, consoane.                                         | Vocale Vezi și AFI, consoane.                                         | Vocale Vezi și AFI, consoane.                                         | Modificare                                                            | Modificare                                                            |
| Deschidere | Anterioritate                                                         | Anterioritate                                                         | Anterioritate                                                         | Anterioritate                                                         | Anterioritate                                                         |
| Deschidere | Anterioare                                                            | Semiant.                                                              | Centrale                                                              | Semipost.                                                             | Posterioare                                                           |
| Închise | \| i y ɨ ʉ ɯ u ɪ ʏ ʊ e ø ɘ ɵ ɤ o e̞ ø̞ ə o̞ ɛ œ ɜ ɞ ʌ ɔ æ ɐ a ɶ ä ɑ ɒ \| | \| i y ɨ ʉ ɯ u ɪ ʏ ʊ e ø ɘ ɵ ɤ o e̞ ø̞ ə o̞ ɛ œ ɜ ɞ ʌ ɔ æ ɐ a ɶ ä ɑ ɒ \| | \| i y ɨ ʉ ɯ u ɪ ʏ ʊ e ø ɘ ɵ ɤ o e̞ ø̞ ə o̞ ɛ œ ɜ ɞ ʌ ɔ æ ɐ a ɶ ä ɑ ɒ \| | \| i y ɨ ʉ ɯ u ɪ ʏ ʊ e ø ɘ ɵ ɤ o e̞ ø̞ ə o̞ ɛ œ ɜ ɞ ʌ ɔ æ ɐ a ɶ ä ɑ ɒ \| | \| i y ɨ ʉ ɯ u ɪ ʏ ʊ e ø ɘ ɵ ɤ o e̞ ø̞ ə o̞ ɛ œ ɜ ɞ ʌ ɔ æ ɐ a ɶ ä ɑ ɒ \| |
| Cvasiînchise | \| i y ɨ ʉ ɯ u ɪ ʏ ʊ e ø ɘ ɵ ɤ o e̞ ø̞ ə o̞ ɛ œ ɜ ɞ ʌ ɔ æ ɐ a ɶ ä ɑ ɒ \| | \| i y ɨ ʉ ɯ u ɪ ʏ ʊ e ø ɘ ɵ ɤ o e̞ ø̞ ə o̞ ɛ œ ɜ ɞ ʌ ɔ æ ɐ a ɶ ä ɑ ɒ \| | \| i y ɨ ʉ ɯ u ɪ ʏ ʊ e ø ɘ ɵ ɤ o e̞ ø̞ ə o̞ ɛ œ ɜ ɞ ʌ ɔ æ ɐ a ɶ ä ɑ ɒ \| | \| i y ɨ ʉ ɯ u ɪ ʏ ʊ e ø ɘ ɵ ɤ o e̞ ø̞ ə o̞ ɛ œ ɜ ɞ ʌ ɔ æ ɐ a ɶ ä ɑ ɒ \| | \| i y ɨ ʉ ɯ u ɪ ʏ ʊ e ø ɘ ɵ ɤ o e̞ ø̞ ə o̞ ɛ œ ɜ ɞ ʌ ɔ æ ɐ a ɶ ä ɑ ɒ \| |
| Semiînchise | \| i y ɨ ʉ ɯ u ɪ ʏ ʊ e ø ɘ ɵ ɤ o e̞ ø̞ ə o̞ ɛ œ ɜ ɞ ʌ ɔ æ ɐ a ɶ ä ɑ ɒ \| | \| i y ɨ ʉ ɯ u ɪ ʏ ʊ e ø ɘ ɵ ɤ o e̞ ø̞ ə o̞ ɛ œ ɜ ɞ ʌ ɔ æ ɐ a ɶ ä ɑ ɒ \| | \| i y ɨ ʉ ɯ u ɪ ʏ ʊ e ø ɘ ɵ ɤ o e̞ ø̞ ə o̞ ɛ œ ɜ ɞ ʌ ɔ æ ɐ a ɶ ä ɑ ɒ \| | \| i y ɨ ʉ ɯ u ɪ ʏ ʊ e ø ɘ ɵ ɤ o e̞ ø̞ ə o̞ ɛ œ ɜ ɞ ʌ ɔ æ ɐ a ɶ ä ɑ ɒ \| | \| i y ɨ ʉ ɯ u ɪ ʏ ʊ e ø ɘ ɵ ɤ o e̞ ø̞ ə o̞ ɛ œ ɜ ɞ ʌ ɔ æ ɐ a ɶ ä ɑ ɒ \| |
| Mijlocii | \| i y ɨ ʉ ɯ u ɪ ʏ ʊ e ø ɘ ɵ ɤ o e̞ ø̞ ə o̞ ɛ œ ɜ ɞ ʌ ɔ æ ɐ a ɶ ä ɑ ɒ \| | \| i y ɨ ʉ ɯ u ɪ ʏ ʊ e ø ɘ ɵ ɤ o e̞ ø̞ ə o̞ ɛ œ ɜ ɞ ʌ ɔ æ ɐ a ɶ ä ɑ ɒ \| | \| i y ɨ ʉ ɯ u ɪ ʏ ʊ e ø ɘ ɵ ɤ o e̞ ø̞ ə o̞ ɛ œ ɜ ɞ ʌ ɔ æ ɐ a ɶ ä ɑ ɒ \| | \| i y ɨ ʉ ɯ u ɪ ʏ ʊ e ø ɘ ɵ ɤ o e̞ ø̞ ə o̞ ɛ œ ɜ ɞ ʌ ɔ æ ɐ a ɶ ä ɑ ɒ \| | \| i y ɨ ʉ ɯ u ɪ ʏ ʊ e ø ɘ ɵ ɤ o e̞ ø̞ ə o̞ ɛ œ ɜ ɞ ʌ ɔ æ ɐ a ɶ ä ɑ ɒ \| |
| Semideschise | \| i y ɨ ʉ ɯ u ɪ ʏ ʊ e ø ɘ ɵ ɤ o e̞ ø̞ ə o̞ ɛ œ ɜ ɞ ʌ ɔ æ ɐ a ɶ ä ɑ ɒ \| | \| i y ɨ ʉ ɯ u ɪ ʏ ʊ e ø ɘ ɵ ɤ o e̞ ø̞ ə o̞ ɛ œ ɜ ɞ ʌ ɔ æ ɐ a ɶ ä ɑ ɒ \| | \| i y ɨ ʉ ɯ u ɪ ʏ ʊ e ø ɘ ɵ ɤ o e̞ ø̞ ə o̞ ɛ œ ɜ ɞ ʌ ɔ æ ɐ a ɶ ä ɑ ɒ \| | \| i y ɨ ʉ ɯ u ɪ ʏ ʊ e ø ɘ ɵ ɤ o e̞ ø̞ ə o̞ ɛ œ ɜ ɞ ʌ ɔ æ ɐ a ɶ ä ɑ ɒ \| | \| i y ɨ ʉ ɯ u ɪ ʏ ʊ e ø ɘ ɵ ɤ o e̞ ø̞ ə o̞ ɛ œ ɜ ɞ ʌ ɔ æ ɐ a ɶ ä ɑ ɒ \| |
| Cvasideschise | \| i y ɨ ʉ ɯ u ɪ ʏ ʊ e ø ɘ ɵ ɤ o e̞ ø̞ ə o̞ ɛ œ ɜ ɞ ʌ ɔ æ ɐ a ɶ ä ɑ ɒ \| | \| i y ɨ ʉ ɯ u ɪ ʏ ʊ e ø ɘ ɵ ɤ o e̞ ø̞ ə o̞ ɛ œ ɜ ɞ ʌ ɔ æ ɐ a ɶ ä ɑ ɒ \| | \| i y ɨ ʉ ɯ u ɪ ʏ ʊ e ø ɘ ɵ ɤ o e̞ ø̞ ə o̞ ɛ œ ɜ ɞ ʌ ɔ æ ɐ a ɶ ä ɑ ɒ \| | \| i y ɨ ʉ ɯ u ɪ ʏ ʊ e ø ɘ ɵ ɤ o e̞ ø̞ ə o̞ ɛ œ ɜ ɞ ʌ ɔ æ ɐ a ɶ ä ɑ ɒ \| | \| i y ɨ ʉ ɯ u ɪ ʏ ʊ e ø ɘ ɵ ɤ o e̞ ø̞ ə o̞ ɛ œ ɜ ɞ ʌ ɔ æ ɐ a ɶ ä ɑ ɒ \| |
| Deschise | \| i y ɨ ʉ ɯ u ɪ ʏ ʊ e ø ɘ ɵ ɤ o e̞ ø̞ ə o̞ ɛ œ ɜ ɞ ʌ ɔ æ ɐ a ɶ ä ɑ ɒ \| | \| i y ɨ ʉ ɯ u ɪ ʏ ʊ e ø ɘ ɵ ɤ o e̞ ø̞ ə o̞ ɛ œ ɜ ɞ ʌ ɔ æ ɐ a ɶ ä ɑ ɒ \| | \| i y ɨ ʉ ɯ u ɪ ʏ ʊ e ø ɘ ɵ ɤ o e̞ ø̞ ə o̞ ɛ œ ɜ ɞ ʌ ɔ æ ɐ a ɶ ä ɑ ɒ \| | \| i y ɨ ʉ ɯ u ɪ ʏ ʊ e ø ɘ ɵ ɤ o e̞ ø̞ ə o̞ ɛ œ ɜ ɞ ʌ ɔ æ ɐ a ɶ ä ɑ ɒ \| | \| i y ɨ ʉ ɯ u ɪ ʏ ʊ e ø ɘ ɵ ɤ o e̞ ø̞ ə o̞ ɛ œ ɜ ɞ ʌ ɔ æ ɐ a ɶ ä ɑ ɒ \| |
| Legendă: |                                                                       |                                                                       |                                                                       |                                                                       |                                                                       |
| ■ Celulele galbene corespund vocalelor din limba română. ■ Celulele crem indică vocale folosite rar în limba română. ■ Celulele gri corespund unor vocale rare, fără simbol fonetic. În perechile de vocale, în stânga figurează varianta nerotunjită, iar în dreapta cea rotunjită. |                                                                       |                                                                       |                                                                       |                                                                       |                                                                       |
| i y ɨ ʉ ɯ u ɪ ʏ ʊ e ø ɘ ɵ ɤ o e̞ ø̞ ə o̞ ɛ œ ɜ ɞ ʌ ɔ æ ɐ a ɶ ä ɑ ɒ |                                                                       |                                                                       |                                                                       |                                                                       |                                                                       |